# Bratranec a sestřenice
Bratranec a sestřenice (v originále Cousin, Cousine) je francouzský hraný film z roku 1975, který režíroval Jean-Charles Tacchella.

## Děj
Marthe se na svatbě své matky Biju seznámí s jedním ze svých bratranců Ludovicem. Oba žijí v neuspokojivých manželstvích a po setkání se do sebe zamilují. Využívají různých rodinných setkání, aby se mohli setkat. Časem se jejich vzájemná náklonnost stane podnětem k pomluvám o nevěře. Přesto se rozhodnou opustit své partnery a děti a začít žít společně.

## Obsazení
| Marie-Christine Barrault | Marthe                    |
| Victor Lanoux            | Ludovic                   |
| Marie-France Pisier      | Karine                    |
| Guy Marchand             | Pascal                    |
| Ginette Garcin           | Biju                      |
| Sybil Maas               | Diane                     |
| Pierre Plessis           | Gobert                    |
| Alain Doutey             | chovatel ryb              |
| Catherine Verlor         | Nelsa                     |
| Hubert Gignoux           | Thomas, Ludovicův otec    |
| Véronique Dancier        | Clarence                  |
| Catherine Stermann       | Monique                   |
| Pierre Forget            | bývalý Pascalův společník |
| Anna Gaylor              | gynekoložka               |
| Catherine Laborde        | lékárnice                 |
| Gérard Lemaire           | komorník                  |

## Ocenění
- Cena Louise Delluca
- César: nejlepší herečka ve vedlejší roli (Marie-France Pisier); nominace v kategoriích nejlepší herec (Victor Lanoux), nejlepší původní scénář nebo adaptace (Jean-Charles Tacchella), nejlepší film
- Oscar: nominace v kategoriích nejlepší herečka (Marie-Christine Barraultová), nejlepší cizojazyčný film, nejlepší původní scénář (Jean Charles Tacchella, Danièle Thompson)
- Zlatý glóbus: nominace na nejlepší zahraniční film